# 서폴란드어

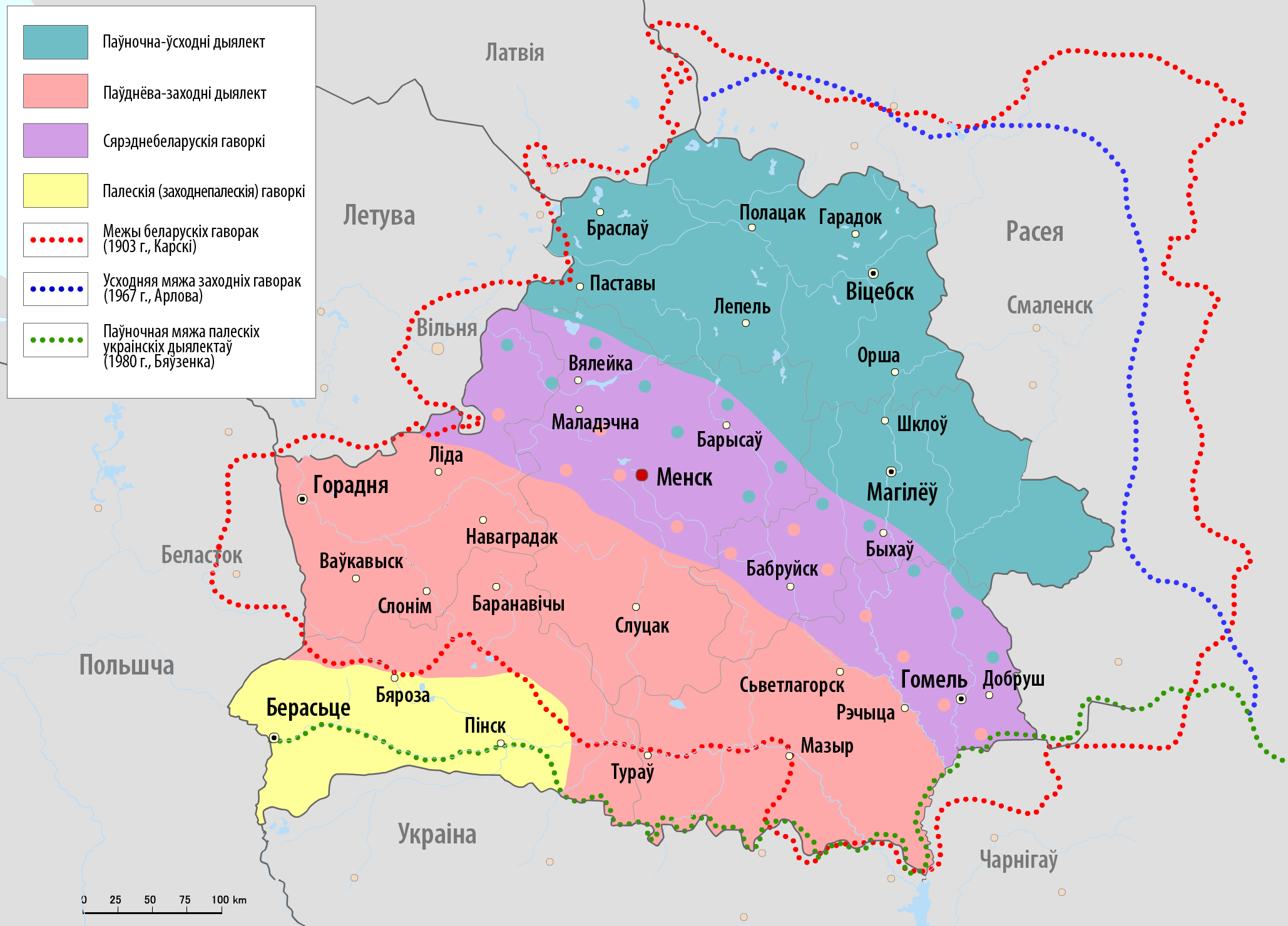
노란색이 서폴란드어의 사용 지역이다.

서폴란드어는 벨라루스 남서부와 폴란드 남동부에서 쓰는 슬라브어이다. 폴란드어라는 이름이 붙었으나 루테니아어의 방언에 속한다.